# Peperomia haworthiana
Peperomia haworthiana är en pepparväxtart som beskrevs av Albert Gottfried Dietrich. Peperomia haworthiana ingår i släktet peperomior, och familjen pepparväxter. Inga underarter finns listade i Catalogue of Life.